# Pemberton Heights
Pemberton Heights é uma Região censo-designada localizada no estado americano de Nova Jérsei, no Condado de Burlington.

## Demografia
Segundo o censo americano de 2000, a sua população era de 2512 habitantes.

## Geografia
De acordo com o United States Census Bureau tem uma área de
2,4 km², dos quais 2,4 km² cobertos por terra e 0,0 km² cobertos por água.

## Localidades na vizinhança
O diagrama seguinte representa as localidades num raio de 12 km ao redor de Pemberton Heights.